# Melanie Oudin
Melanie Oudin (spreek uit als [u-dɛn]; Marietta, 23 september 1991) is een voormalig professioneel tennisspeelster uit de Verenigde Staten van Amerika. Zij heeft een tweelingzus Katherine die, in tegenstelling tot Melanie, wel een reguliere school bezocht.

## Loopbaan
Oudin debuteerde in 2006, op vijftienjarige leeftijd, op het ITF-toernooi van Lawrenceville (VS) – in de eerste ronde versloeg zij de Letse Līga Dekmeijere.
Haar grootste overwinning behaalde Oudin in de derde ronde van Wimbledon 2009, waar zij als kwalificante de als zesde geplaatste Servische Jelena Janković versloeg; na de vierde ronde lag zij echter wel uit het toernooi. Tijdens het US Open 2009 versloeg zij in de tweede ronde Jelena Dementjeva, in de derde ronde Maria Sjarapova en in de vierde ronde Nadja Petrova. Hiermee is zij de enige die op dat toernooi drie geplaatste speelsters versloeg.
In april 2010 bereikte zij haar hoogste positie op de wereldranglijst in het enkelspel, de 31e plaats. In totaal won zij zes ITF-toernooien, en in 2011 won zij met landgenoot Jack Sock het gemengd-dubbelspeltoernooi op het US Open.
In juni 2012 bereikte Oudin op het WTA-toernooi van Birmingham haar eerste WTA-finale die zij meteen won, nota bene wéér van Jelena Janković. Oudin was toen teruggezakt tot de 208e plaats op de wereldranglijst en had zich via de kwalificaties moeten plaatsen voor het toernooi.
Na afloop van het seizoen 2016 stopte zij met beroepstennis. In augustus 2017 gaf zij aan niet meer te zullen terugkeren, wegens gezondheidsproblemen.

## Posities op deWTA-ranglijst
Positie per einde seizoen:
| jaar | rang enkelspel | rang dubbelspel |
| ---- | -------------- | --------------- |
| 2007 | 373            | 837             |
| 2008 | 177            | 432             |
| 2009 | 49             | 318             |
| 2010 | 65             | 138             |
| 2011 | 139            | 155             |
| 2012 | 84             | 209             |
| 2013 | 127            | 192             |
| 2014 | 165            | 219             |
| 2015 | 376            | 798             |
| 2016 | 263            | 256             |

## Palmares
| Legenda                 |
| ----------------------- |
| Grandslamtoernooi       |
| Olympische Spelen       |
| Year-End Championships  |
| Premier Mandatory       |
| Premier Five / WTA 1000 |
| Premier / WTA 500       |
| International / WTA 250 |
| Challenger / WTA 125    |

### WTA-finaleplaatsen enkelspel
| nr.              | finale     | toernooi       | ondergrond | tegenstandster  | score    |         |
| ---------------- | ---------- | -------------- | ---------- | --------------- | -------- | ------- |
| gewonnen finales |            |                |            |                 |          |         |
| 1.               | 2012-06-18 | WTA Birmingham | gras       | Jelena Janković | 6-4, 6-2 | details |
| verloren finales |            |                |            |                 |          |         |
| geen             |            |                |            |                 |          |         |

### Finaleplaatsen gemengd dubbelspel
| nr.              | finale     | toernooi | ondergrond | partner   | tegenstanders                | score            |         |
| ---------------- | ---------- | -------- | ---------- | --------- | ---------------------------- | ---------------- | ------- |
| gewonnen finales |            |          |            |           |                              |                  |         |
| 1.               | 2011-09-09 | US Open  | hardcourt  | Jack Sock | Gisela Dulko Eduardo Schwank | 7-6, 4-6, [10-8] | details |

### Gewonnen ITF-toernooien enkelspel
| nr. | finale     | toernooi             | dotatie | ondergrond | tegenstandster in finale | score         |
| --- | ---------- | -------------------- | ------- | ---------- | ------------------------ | ------------- |
| 1.  | 2008-07-27 | Lexington            | $50.000 | hardcourt  | Carly Gullickson         | 6-4, 6-2      |
| 2.  | 2009-05-10 | Indian Harbour Beach | $50.000 | gravel     | Laura Siegemund          | 7-5, 5-7, 6-2 |
| 3.  | 2009-05-17 | Raleigh              | $50.000 | gravel     | Lindsay Lee-Waters       | 6-1, 2-6, 6-4 |
| 4.  | 2012-04-29 | Charlottesville      | $50.000 | gravel     | Irina Falconi            | 7-6, 3-6, 6-1 |
| 5.  | 2012-11-04 | New Braunfels        | $50.000 | hardcourt  | Mariana Duque Mariño     | 6-1, 6-1      |
| 6.  | 2013-09-29 | Las Vegas            | $50.000 | hardcourt  | Coco Vandeweghe          | 5-7, 6-3, 6-3 |

## Resultaten grandslamtoernooien
| Legenda | Legenda                          |
| ------- | -------------------------------- |
| g.t.    | geen toernooi gehouden           |
| l.c.    | lagere categorie                 |
| –       | niet deelgenomen                 |
| G       | uitgeschakeld in de groepsfase   |
| 1R      | uitgeschakeld in de eerste ronde |
| 2R      | uitgeschakeld in de tweede ronde |
| 3R      | uitgeschakeld in de derde ronde  |
| 4R      | uitgeschakeld in de vierde ronde |
| KF      | uitgeschakeld in de kwartfinale  |
| HF      | uitgeschakeld in de halve finale |
| F       | de finale verloren               |
| W       | het toernooi gewonnen            |
| w-v     | winst/verlies-balans             |

### Enkelspel
| toernooi        | 2008 | 2009 | 2010 | 2011 | 2012 | 2013 |
| --------------- | ---- | ---- | ---- | ---- | ---- | ---- |
| Australian Open | –    | 1R   | 1R   | 1R   | –    | 1R   |
| Roland Garros   | –    | –    | 1R   | 1R   | 2R   | 2R   |
| Wimbledon       | –    | 4R   | 2R   | 1R   | 1R   | 1R   |
| US Open         | 1R   | KF   | 2R   | 1R   | 1R   | –    |

### Vrouwendubbelspel
| toernooi        | 2007 | 2008 | 2009 | 2010 | 2011 | 2012 | 2013 | 2014 | 2015 |
| --------------- | ---- | ---- | ---- | ---- | ---- | ---- | ---- | ---- | ---- |
| Australian Open | –    | –    | –    | 1R   | 1R   | –    | –    | –    | –    |
| Roland Garros   | –    | –    | –    | 2R   | 1R   | –    | 1R   | –    | –    |
| Wimbledon       | –    | –    | –    | 1R   | 1R   | –    | 1R   | –    | –    |
| US Open         | 1R   | 1R   | 1R   | 2R   | 1R   | 1R   | 2R   | 1R   | 1R   |

### Gemengd dubbelspel
| toernooi        | 2008 | 2009 | 2010 | 2011 | 2012 | 2013 | 2014 |    | 2016 |
| --------------- | ---- | ---- | ---- | ---- | ---- | ---- | ---- | -- | ---- |
| Australian Open | –    | –    | –    | –    | –    | –    | –    | –  |      |
| Roland Garros   | –    | –    | –    | –    | –    | –    | –    | –  |      |
| Wimbledon       | –    | –    | –    | –    | –    | –    | –    | –  |      |
| US Open         | 1R   | 1R   | 2R   | W    | 2R   | 1R   | 1R   | 1R |      |